# Mogome
Mogome est une ville du Botswana.